# Oliva de Mérida
Oliva de Mérida je španělská obec situovaná v provincii Badajoz (autonomní společenství Extremadura).

## Poloha
Obec je vzdálena 9 km od města Guareña 27 km od Méridy a 87 km od města Badajoz. Patří do okresu Tierra de Mérida - Vegas Bajas a soudního okresu Mérida.

## Historie
V roce 1594 tvořila La Oliva část provincie León de la Orden de Santiago a čítala 387 obyvatel. V roce 1834 se obec stává součástí soudního okresu Mérida. V roce 1842 čítala obec 260 usedlostí a 1010 obyvatel.

## Hospodářství
Hospodářství obce je zaměření na pěstování olivovníků a obilnin, zejména pšenice.

## Odkazy

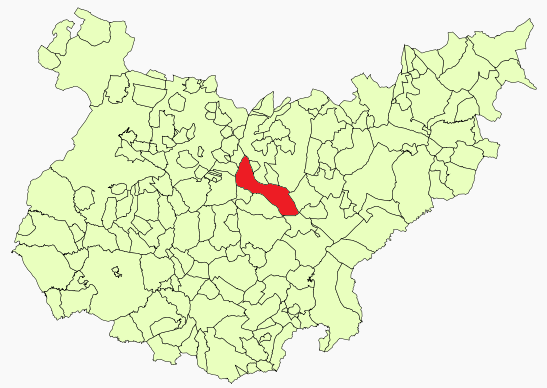
Poloha obce v provincii Badajoz

## Demografie
| Populace města Oliva de Mérida z let (1842–2010) | Populace města Oliva de Mérida z let (1842–2010) | Populace města Oliva de Mérida z let (1842–2010) | Populace města Oliva de Mérida z let (1842–2010) | Populace města Oliva de Mérida z let (1842–2010) | Populace města Oliva de Mérida z let (1842–2010) | Populace města Oliva de Mérida z let (1842–2010) | Populace města Oliva de Mérida z let (1842–2010) | Populace města Oliva de Mérida z let (1842–2010) | Populace města Oliva de Mérida z let (1842–2010) | Populace města Oliva de Mérida z let (1842–2010) | Populace města Oliva de Mérida z let (1842–2010) | Populace města Oliva de Mérida z let (1842–2010) | Populace města Oliva de Mérida z let (1842–2010) | Populace města Oliva de Mérida z let (1842–2010) | Populace města Oliva de Mérida z let (1842–2010) | Populace města Oliva de Mérida z let (1842–2010) | Populace města Oliva de Mérida z let (1842–2010) |
| ------------------------------------------------ | ------------------------------------------------ | ------------------------------------------------ | ------------------------------------------------ | ------------------------------------------------ | ------------------------------------------------ | ------------------------------------------------ | ------------------------------------------------ | ------------------------------------------------ | ------------------------------------------------ | ------------------------------------------------ | ------------------------------------------------ | ------------------------------------------------ | ------------------------------------------------ | ------------------------------------------------ | ------------------------------------------------ | ------------------------------------------------ | ------------------------------------------------ |
| 1842                                             | 1857                                             | 1860                                             | 1877                                             | 1887                                             | 1897                                             | 1900                                             | 1910                                             | 1920                                             | 1930                                             | 1940                                             | 1950                                             | 1960                                             | 1970                                             | 1981                                             | 1991                                             | 2001                                             | 2010                                             |
| 1 010                                            | 1 640                                            | 1 575                                            | 1 982                                            | 2 014                                            | 1 955                                            | 2 135                                            | 2 315                                            | 2 694                                            | 3 151                                            | 3 132                                            | 3 980                                            | 3 944                                            | 3 076                                            | 2 151                                            | 2 112                                            | 1 951                                            | 1 850                                            |